# Хуана Ирис
Хуана Ирис (исп. Juana Iris) — мексиканская 170-серийная мелодрама с элементами драмы 1985 года производства телекомпании Televisa.

## Сюжет
Хуана Ирис — молодая девушка, которая с детства воспитывала тётя Ракель, но со временем любовь превратилась в ненависть. Хуана Ирис переехала в город в поисках своей матери, не подозревая, что она занимается проституцией. В городе она познакомилась с Бернардо, молодым человеком из высшего общества и спустя месяцы родила сына Хуана Бернардо. Со временем, Бернардо и Хуана Ирис расстались, и та полюбила Рафаэля.

## Создатели телесериала

### В ролях
- Виктория Руффо — Хуана Ирис Мадригаль Мартинес
- Валентин Трухильо — Бернардо де ла Рива Вальдивия
- Бланка Герра — Магали Сантакилья
- Кармен Монтехо — Мария Луиса
- Макария — Элиса
- Адриана Роэль — Виртудес
- Карлос Камера — Николас
- Габриэла Руффо — Глория
- Эдуардо Паломо — Фернандо
- Леонор Льяусас — Гуделия
- Алехандра Мейер — Накарада
- Мануэль Ландета — Хайме
- Лусия Паильес — Симона
- Педро Фернандес — Хуан Бернардо де ла Рива Мадригаль
- Адела Норьега — Ромина
- Клаудия Рамирес — Монтсеррат
- Тоньо Маури — Маурисио
- Анхелика Чейн — Марсела
- Эмой де ла Парра — Патрисия
- Фернандо Рубио — Нестор
- Рафаэль Санчес Наварро — Кристобаль Дербес
- Раймундо Капетильо — Рафаэль
- Карина Дюпре — Роса
- Патрисия Давалос — Летисия
- Алонсо Эчанове — Роке
- Хавьер Диас Дуэньяс — адвокат Кастаньера
- Эдуардо Понс — Мартин
- Серхио Барриос — Падре Бенито
- Клаудио Брук — Дон Альберто
- Мария Монтехо — Келадора
- Фуэнсанта — Нинон
- Ана Луиса Пелуффо — Чата
- Сильвия Каос — Петра
- Берта Мосс — Ракель
- Хоана Брито — Toнья
- Виктор Лосойя — Роке
- Хосе Антонио Серрано — Херардо
- Серхио Сильва — Лало
- Габриэль Бертье — Хуан
- Хильберто Роман — Алехо
- Роса Кармина — Дора
- Армандо Паломо
- Мануэль Саваль
- Леонардо Даниэль

### Административная группа
- оригинальный текст: Рикардо Рентерия
- музыкальная тема заставки: Thief of hearts
- авторы музыки к заставке: Харольд Фантермейер, Гиоргио Мородер
- сценография: Исабель Часаро, Кристина Мартинес де Веласко
- начальник места проживания актёров: Патрисия Гонсалес
- художник по костюмам: Алехандро Кастелум
- менеджер по производству: Лусеро Суарес
- оператор-постановщик: Габриэль Васкес Бульман
- режиссёр-постановщик: Хулио Кастильо
- продюсер: Карлос Тельес

## Награды и премии

### TVyNovelas(0 из 3)
| Номинация                   | Персона          | Итоги премии |
| --------------------------- | ---------------- | ------------ |
| Лучший оригинальный рассказ | Рикардо Рентерия | проигрыш     |
| Лучшее мужское откровение   | Педро Фернандес  | проигрыш     |
| Лучшая дебютантка           | Адела Норьега    | проигрыш     |